# Estellerriko Erribera
Die Comarca Estellerriko Erribera ist eine der 14 Comarcas in der autonomen Gemeinschaft Navarra.
Die im Südwesten gelegene Comarca umfasst 11 Gemeinden auf einer Fläche von 534,89 km².

## Gemeinden
| Gemeinde                      | Einwohner (2024) | Fläche km² | Dichte Einw./km² | Cod INE | Postleitzahl |
| ----------------------------- | ---------------- | ---------- | ---------------- | ------- | ------------ |
| Andosilla                     | 2.913            | 51,62      | 56               | 31015   | 31261        |
| Aras                          | 155              | 17,72      | 9                | 31026   | 31239        |
| Cárcar                        | 1.140            | 40,45      | 28               | 31066   | 31579        |
| Lazagurría                    | 174              | 17,01      | 10               | 31145   | 31588        |
| Lerín                         | 1.783            | 98,16      | 18               | 31152   | 31260        |
| Lodosa                        | 4.931            | 45,34      | 109              | 31157   | 31580        |
| Mendavia                      | 3.535            | 78,33      | 45               | 31165   | 31587        |
| San Adrián                    | 6.481            | 21,15      | 306              | 31215   | 31570        |
| Sartaguda                     | 1.325            | 14,91      | 89               | 31223   | 31589        |
| Sesma                         | 1.247            | 71,33      | 17               | 31224   | 31293        |
| Viana                         | 4.413            | 78,87      | 56               | 31251   | 31230        |
| Comarca Estellerriko Erribera | 28.097           | 534,89     | 53               | –       | –            |